# Fager er lien
Fager er lien är en norsk svartvit stumfilm (drama) från 1925. Filmen regisserades av Harry Ivarson och i huvudrollen som Aase ses Aase Bye.

## Handling
I en stuga på åsen bor Aase tillsammans med sin morfar. Hon tycker livet är trist och fattigt och det bästa hon vet är sitta vid skymningen och drömma. Aase är förtjust i Kaare som arbetar på ett stort gods i närheten. Godsägare Fredrik-August Reventlow är även han intresserad av Aase och ger inte upp, trots att hon nekat hans inviter. Fredrik-August anordnar en fest på godset och Aase serverar. Hon blir antastad av godsägaren och föder senare ett barn.

## Rollista
- Aase Bye – Aase Nordhaug
- Oscar Larsen – Aases morfar
- Olafr Havrevold – Kaare
- Finn Lange	– Kristian
- Didi Holtermann	 – Hulda Stiansen
- Oscar Magnussen – Oskar
- Frithjof Fearnley	– Fredrik-August
- Ruth Brünings-Sandvik – Mademoiselle
- Rebekka Lie – en flicka
- Britt Eriksen – en flicka
- Erling Knudsen
- Unni Torkildsen

## Om filmen
Fager er lien var Harry Ivarsons andra långfilmsregi efter debuten med Til sæters 1924. Fager er lien producerades av Skandinavisk film-central med Erling Eriksen och Leif Sinding som produktionsledare. Manuset skrevs av Ivarson och Johannes Bentzen var fotograf. Filmen klipptes samman av Ivarson och premiärvisades den 5 oktober 1925 i Norge. Den distribuerades av Skandinavisk film-central.